# Hrvatski automobilni list
Hrvatski automobilni list (puni naslov: Hrvatski automobilni list : oficielni list I. hrvatskoga automobilnoga kluba = L' automobiliste Croate) bilo je prvo stručno glasilo automobilističke športske grane u Hrvatskoj, odnosno prvi hrvatski list o automobilizmu. Pokrenuo ga je siječnja 1914. zagrebački Prvi hrvatski automobilni klub, prvo hrvatsko športsko automobilističko društvo. Časopis je izlazio na hrvatskom jeziku na 12 stranica jedanput mjesečno. Uređivao ga je Ferdinand Pajas. Izlaženje je omelo izbijanje Prvog svjetskog rata.